# Geneva Open 2024
Il Geneva Open 2024, ufficialmente Gonet Geneva Open 2024 per motivi di sponsorizzazione, è stato un torneo di tennis giocato sulla terra rossa. È stata la 21ª edizione del torneo facente parte dell'ATP Tour 250 nell'ambito dell'ATP Tour 2024. Si è giocato al Tennis Club de Genève di Ginevra, in Svizzera, dal 19 al 25 maggio 2024.

## Partecipanti al singolare

### Teste di serie
| Nazionalità | Giocatore         | Ranking* | Testa di serie |
| ----------- | ----------------- | -------- | -------------- |
| Serbia      | Novak Đoković     | 1        | 1              |
| Norvegia    | Casper Ruud       | 6        | 2              |
| Stati Uniti | Taylor Fritz      | 13       | 3              |
| Stati Uniti | Ben Shelton       | 14       | 4              |
| Argentina   | Sebastián Báez    | 19       | 5              |
| Paesi Bassi | Tallon Griekspoor | 26       | 6              |
| Ungheria    | Fábián Marozsán   | 36       | 7              |
| Regno Unito | Jack Draper       | 40       | 8              |

* Ranking al 6 maggio 2024.

#### Altri partecipanti
I seguenti giocatori hanno ricevuto una wildcard per il tabellone principale:
- Novak Đoković
- Andy Murray
- Denis Shapovalov

I seguenti giocatori sono entrati nel tabellone principale passando dalle qualificazioni:

- Sebastian Ofner
- Aleksandar Kovacevic
- David Goffin
- Nicolas Moreno de Alboran

#### Ritiri
Prima del torneo
- Facundo Díaz Acosta → sostituito da  Daniel Altmaier
- Nicolás Jarry → sostituito da  Sumit Nagal
- Jiří Lehečka → sostituito da  Yannick Hanfmann
- Kei Nishikori → sostituito da  Flavio Cobolli
- Tommy Paul → sostituito da  Rinky Hijikata
- Jan-Lennard Struff → sostituito da  Roberto Carballés Baena
- Jordan Thompson → sostituito da  Aleksandr Ševčenko

## Partecipanti al doppio

### Teste di serie
| Nazione     | Giocatore       | Nazione       | Giocatore     | Ranking* | Testa di serie |
| ----------- | --------------- | ------------- | ------------- | -------- | -------------- |
| Monaco      | Hugo Nys        | Polonia       | Jan Zieliński | 33       | 1              |
| Regno Unito | Jamie Murray    | Nuova Zelanda | Michael Venus | 45       | 2              |
| El Salvador | Marcelo Arévalo | Croazia       | Mate Pavić    | 51       | 3              |
| Germania    | Andreas Mies    | Regno Unito   | Neal Skupski  | 54       | 4              |

* Ranking al 6 maggio 2024.

### Altri partecipanti
Le seguenti coppie di giocatori hanno ricevuto una wildcard per il tabellone principale:
- Antoine Bellier /  Jakub Paul
- Luca Margaroli /  Damien Wenger

La seguente coppia di giocatori è entrata in tabellone come alternate:
- Tomáš Macháč /  Petr Nouza

### Ritiri
Prima del torneo
- Sriram Balaji /  Nicolas Mahut → sostituiti da  Tomáš Macháč /  Petr Nouza

## Punti
| Evento    | V   | F   | SF  | QF | 2T   | 1T | Q    | Q2   | Q1   |
| Singolare | 250 | 165 | 100 | 50 | 25   | 0  | 13   | 7    | 0    |
| Doppio    | 250 | 150 | 90  | 45 | N.D. | 0  | N.D. | N.D. | N.D. |

## Montepremi
| Evento    | V        | F        | SF       | QF       | 2T       | 1T      | Q2      | Q1      |
| Singolare | 88 125 € | 51 400 € | 30 220 € | 17 510 € | 10 165 € | 6 215 € | 3 105 € | 1 695 € |
| Doppio*   | 30 610 € | 16 380 € | 9 600 €  | 5 370 €  | N.D.     | 3 160 € | N.D.    | N.D.    |

*per team

## Campioni

### Singolare
Casper Ruud ha sconfitto in finale  Tomáš Macháč con il punteggio di 7-5, 6-3.
- È il dodicesimo titolo in carriera per Ruud, il secondo in stagione.

### Doppio
Marcelo Arévalo /  Mate Pavić hanno sconfitto in finale  Lloyd Glasspool /  Jean-Julien Rojer con il punteggio di 7-6(2), 7-5.